# Patrick Funk
Patrick Funk (* 11. Februar 1990 in Aalen) ist ein deutscher Fußballspieler, der sowohl im defensiven Mittelfeld als auch als rechter Verteidiger eingesetzt werden kann. Er ist der Bruder von Marius Funk.

## Karriere

### Vereine
Seine Karriere begann Patrick Funk im Fußballtrikot des FV 08 Unterkochen. Anschließend wechselte er zum SV Ebnat von dort in den Nachwuchs des SSV Ulm 1846. 2002 trat er der Jugend des VfB Stuttgart bei. 2007 wurde Funk die Fritz-Walter-Medaille für U-17-Spieler in Gold verliehen. Bereits in der Rückrunde der Saison 2007/08 absolvierte Funk seine ersten Spiele für die zweite Mannschaft des VfB Stuttgart. Im November 2009 wurde er zum Kapitän der Mannschaft ernannt. Sein Profidebüt gab Funk am 26. Juli 2008 am ersten Spieltag der Saison 2008/09 für den VfB II in der 3. Profi-Liga gegen Kickers Offenbach. Zur Saison 2010/11 wurde er in den Profikader befördert. Sein Pflichtspieldebüt für die erste Mannschaft des VfB Stuttgart gab Funk am 29. Juli 2010 in der dritten Qualifikationsrunde der Europa League gegen Molde FK. Am 29. August 2010 gab er gegen Borussia Dortmund sein Bundesligadebüt. Am 7. November 2010 stand Funk beim 6:0-Heimsieg des VfB gegen Werder Bremen erstmals in der Bundesliga in der Startelf. Im Juni 2011 wurde Funk für zwei Spielzeiten an den FC St. Pauli in die 2. Bundesliga verliehen, nachdem er zuvor seinen Vertrag beim VfB Stuttgart bis Ende Juni 2014 verlängert hatte. Nach seiner Rückkehr zum VfB wurde Funk nur noch in der zweiten Mannschaft der Stuttgarter eingesetzt. Zur Saison 2014/15 wechselte Funk zum SV Wehen Wiesbaden. Nach vier Jahren bei den Hessen kehrte Patrick Funk im Sommer 2018 in seine Heimatstadt zurück, um für den VfR Aalen in der 3. Liga zu spielen. Am Ende der Saison 2018/19 stieg er mit der Mannschaft in die Regionalliga ab. Daraufhin verließ er den VfR im Sommer 2019 wieder und schloss sich stattdessen im Amateurbereich dem benachbarten Verbandsligisten TSV Essingen an. Mit der Mannschaft stieg er am Ende seiner vierten Spielzeit 2023 in die Oberliga Baden-Württemberg auf.

### Nationalmannschaft
Funk absolvierte von 2005 bis 2013 insgesamt 62 Partien für diverse deutsche Jugendnationalmannschaften und erzielte dabei neun Treffer. Er belegte 2007 mit Deutschland bei der U17-Weltmeisterschaft den dritten Platz und bei der U17-Europameisterschaft den fünften Platz. Bei der Junioren-Weltmeisterschaft 2009 war Funk Stammspieler der deutschen U20-Auswahl und schied mit seiner Auswahl im Viertelfinale gegen Brasilien in der Verlängerung aus. Am 29. Februar 2012 gelang ihm in Halle (Saale) mit dem 1:0-Siegtreffer über die Auswahl Griechenlands sein erstes Länderspieltor überhaupt. Am 28. Mai 2013 wurde Patrick Funk von Trainer Rainer Adrion in das Aufgebot für die U21-Europameisterschaft 2013 in Israel berufen.

## Erfolge
- Hessenpokalsieger: 2017

## Auszeichnungen
- Fritz-Walter-Medaille in Gold: 2007  (Kategorie U-17)

## Zitate
- „Links ist ähnlich wie rechts, nur auf der anderen Seite.“ (Fußballspruch des Jahres 2013)[3]